# Пчелинка (приток Булатной)
Пчелинка (Каннилан-йоки) — река в России, протекает в Выборгском районе Ленинградской области. Устье реки находится в 10 км по правому берегу реки Булатная.

## География
Пчелинка вытекает из Правдинского озера и является звеном стока Правдинского и Красного озёр в Вуоксу. Река течёт на северо-запад, протекает через посёлок Климово, впадает в Булатную. Длина реки составляет 11 км.

## Данные водного реестра
По данным государственного водного реестра России относится к Балтийскому бассейновому округу, водохозяйственный участок реки — Водные объекты бассейна оз. Ладожское без рр. Волхов, Свирь и Сясь, речной подбассейн реки — Нева и реки бассейна Ладожского озера (без подбассейна Свирь и Волхов, российская часть бассейнов). Относится к речному бассейну реки Нева (включая бассейны рек Онежского и Ладожского озера).
Код объекта в государственном водном реестре — 01040300212102000009591.